# Histoire de l'ergonomie
L'ergonomie a été fondée comme champ disciplinaire dans la seconde moitié du XXe siècle. Une filiation peut être trouvée avec l'organisation scientifique du travail (voir notamment : taylorisme et fordisme) qui a profondément modifié les conditions d'exercice du travail en entreprise et qui a rendu de plus en plus prégnantes des préoccupations dont l'explicitation dans différents courants dans la première moitié du XXe siècle a fait naître une discipline unique dans la seconde moitié.
Ainsi, l'histoire de l’ergonomie renvoie à des préoccupations de santé des humains au travail, de rendement du travail humain et d'analyse des caractéristiques des situations de travail.
C’est après la Seconde Guerre mondiale qu'est créée la SELF (Société d'Ergonomie de Langue Française) qui marque sa spécificité par la place qu’elle donne à l’analyse ergonomique du travail et au concept d’activité.

## L'ergonomie avant l'ergonomie
Les préoccupations qui sont à la base de l'ergonomie sont très anciennes. On peut ainsi trouver des précurseurs lointains, de l'Antiquité au Moyen Âge ; et dans les sciences de l'ingénieur ou en médecine pour découper selon les deux grands types de préoccupations.

### Préhistoire de l'Ergonomie
- Xénophon (426/355 av. J.-C.) s'intéresse au travail à la chaîne mis en œuvre pour faire fonctionner les machines de guerre.
- Plaute (IIIe siècle av. J.-C.) s'est penché sur les postures de travail dans certains métiers (dont celui de tailleur).
- J. Ben Sira (180/130 av. J.-C.) décrit et étudie le travail des forgerons d'Alexandrie
- Nicandre de Colophon (IIe siècle av. J.-C.) traite de l'intoxication au plomb fréquente dans certains métiers et rédige plusieurs ouvrages de « médecine » du travail et de conseils pour « bien travailler ».
- Avicenne (Ier siècle) ,que ses disciples appellent «le plus grand des médecins», se démarque dans plusieurs domaines dont celui des interactions entre le travail et l'homme.
- Maïmonide (XIIIe siècle) effectue des travaux sur l'hygiène de vie notamment au travail : respecter des pauses, éviter surcharges, excès et abus.

### Précurseurs ingénieurs de l'Ergonomie
- Léonard de Vinci  (1452-1519) décrit le corps de l'Homme avec minutie (début de l'anthropométrie) et crée des machines qui permettent à l'homme de surpasser ses limites (soulever ou porter des charges, voler, etc.)
- Giovanni Alfonso Borelli (1608-1679) considéré comme le père de la biomécanique pour ses analyses des mouvements du corps et des aspects mécaniques du travail.
- Guillaume Amontons (1633-1705) est passionné par les machines et instruments dédiés au travail : il facilite le travail artisanal par recours aux nouveaux instruments (hygromètres, clepsydres, baromètres…)
- Sébastien Le Prestre de Vauban (1633-1707)  initie les réflexions sur la charge physique du travail et sa pénibilité via ses approches analytiques du travail et de la paye des terrassiers édifiant les fortifications dont il est le promoteur.
- John Theophilus Desaguliers (1683-1744) réalise des expérimentations sur des travailleurs et compare la « force musculaire » avec la « force vapeur » et la « force électrique »
- Charles de Coulomb (1736-1806) compare le travail humain avec le travail mécanique et le travail animal  et mène des recherches sur la fatigue humaine : Quelle est la quantité maximale de travail possible sans fatigue ?
- Wojciech Jastrzebowski (1799-1882) créateur du terme Ergonomie en 1857 dans son ouvrage : « Précis d'Ergonomie ou de la science du travail, basée sur des vérités tirées des sciences de la nature » . L'ouvrage publié en polonais connait une diffusion restreinte : Le terme réapparait plus tard vers la seconde moitié du XXe siècle .
- Jean-Gustave Courcelle-Seneuil (1833-1893) qui - reprenant la distinction faite par Pellegrino Rossi (différence entre l'économie politique pure, science abstraite de la richesse, et économie politique appliquée) découpe son Traité d'économie politique de 1858 en deux parties : la première «théorique ou ploutologique» (la science de la richesse), la seconde «pratique ou ergonomie» (la science du travail).
- l'organisation scientifique du travail (ou OST) promue par Frederick Winslow Taylor contribue à penser et définir méthodiquement le travail comme objet d'études "d'intention" scientifique dans le cadre de la mutation de la production artisanale et corporative vers la production industrielle. (avec notamment la division du travail organisée de façon verticale et horizontale).

### Précurseurs médecins de l'Ergonomie
- Arnaud de Villeneuve (1238-1311) étudie l'hygiène des métiers en vue de prolonger la vie des travailleurs.
- Santorio Santorio (1561-1635) mène des expérimentations sur les facteurs biologiques lors du travail (respiration, transpiration, température …) et invente le « pulsilogium » pour mieux écouter les battements cardiaques.
- Bernardino Ramazzini (1633-1714) est considéré comme le père fondateur de la Médecine du travail. Il publie en 1710 un « Traité des maladies des artisans », premier ouvrage sur les pathologies professionnelles. Son objectif : promouvoir l'hygiène et la sécurité au travail, améliorer les conditions de travail.
- Louis René Villermé (1782-1863) considéré comme l'un des pionniers de la Médecine du travail. Son ouvrage majeur « Tableau de l'état physique et moral des ouvriers employés dans les manufactures de coton, de laine et de soie » est à l'origine d'un mouvement en faveur de l'hygiène, de la sécurité et de l'amélioration des conditions de travail et d'existence ouvrières.
- les physiologistes Étienne-Jules Marey (1830-1917)  et Auguste Chauveau (1827-1917).

## Développement de l'ergonomie
Le développement de l'ergonomie comme champ disciplinaire peut renvoyer aux origines liées au développement des sciences et techniques dès le XIXe siècle, au développement historique de la discipline ainsi qu'au développement des institutions représentatives du champ.

### De l'ergologie à l'ergonomie
Le terme d'« Ergonomie » finit par s'imposer tardivement en France, Belgique, Italie et Suisse alors que ces pays ont un rôle précurseur important dans l'étude scientifique du travail humain. Mais jusqu'à l'entre-deux guerres, le terme d'« Ergologie » y est davantage usité. Une impulsion externe est nécessaire pour que finalement l'ergonomie s'impose, même si la concurrence avec l'« ergologie » n'est pas totalement éteinte.
C'est à Ernst Haeckel que l'on doit la création en allemand du terme d'« Ergologie » qui désigne pour lui « la partie de la physiologie qui étudie le travail de l'organisme vivant en tant qu'il se réduit à des processus relevant des lois physiques et chimiques.» L'ergologie, composée d'une ergologie animale et d'une ergologie végétale s'oppose à la « périlogie » (science des relations de l'organisme avec son environnement) dont l'oecologie (écologie) est pour lui une des composantes. Le terme d'ergologie est également employé par les ethnologues allemands de la tradition des « Kulturkreise » (aires culturelles) dont notamment le Père W. Schmidt (1868-1954) dans le sens de « pratiques matérielles ».
Finalement, le terme « Ergonomie» se dote d'une assise, avec des formations, des publications, un savoir-faire et des institutions, plus solide. Il ne semble pas en être de même avec le terme d'« Ergologie» qui reste plus « libre » et donc appropriable par des courants de pensée indépendants comme l'école de Rennes de Jean Gagnepain (1923-2006) et celle d'Aix-Université de Provence  d'Yves Schwartz.

### Développement de l'ergonomie francophone
L'époque des pionniers (qualifiés de préergonomes par le sociologue Georges Ribeill) qui débute peu avant le début du XXe siècle, « peut être divisée en deux périodes, séparées par la Première Guerre mondiale…. Ils ont tous en commun des connaissances poussées en physiologie et s'opposent plus ou moins fortement à l'introduction en France du système taylorien ». Avant la guerre, les personnalités marquantes sont Armand Imbert, Charles Frémont ou Jules Amar. Celles de l'après-guerre (Édouard Toulouse, Jean-Maurice Lahy, Józefa Joteyko, Henri Laugier) appliquent les travaux de la psychophysique et de la psychologie expérimentale naissante à l'ergonomie (développement de tests psychotechniques).
D'après Antoine Laville l'histoire de l'ergonomie francophone après la Seconde Guerre mondiale peut être divisée en trois périodes principales :
- La période 1945-1963 : La conception avant la naissance officielle, voit la reconstruction d'après guerre qui permet le développement de nombreux travaux, diversifiés, qui convergent pour créer la SELF dans les pays francophones en 1963, à la suite de l'initiative anglophone de Murrel qui a fondé l'Ergonomic Research Society en 1949.
- La période 1963-1970 : L'enfance de l'ergonomie francophone, pendant laquelle l'ergonomie francophone construit sa spécificité (centrage sur l'analyse de l'activité dans les situations de travail), mais le contexte social rend difficile l'introduction de l'ergonomie dans les entreprises. Pendant ce temps, l'enseignement s'organise au CNAM (Conservatoire national des arts et métiers) autour d'Alain Wisner
- La période 1970-80-90 : Une période de développement de l'ergonomie qui connaît une accélération. L'ANACT (Agence nationale pour l'amélioration des conditions de travail) est créée en 1973. Divers types de formations sont mis en place (qualification de professionnels, formations courtes et formations à la recherche). Ces développements permettent au métier d'ergonome de se développer en entreprise et des consultants peuvent s'installer.

### L'institutionnalisation  de la profession
Après son relancement par un collectif de chercheurs (un physiologiste, un psychologue et un ingénieur : Floyd, Murrel et Welford) confrontés pendant la guerre aux difficultés de conception des interfaces Homme - Machine, l'ergonomie a été longtemps captée par des spécialistes autoproclamés, qu'il s'agisse d'ergonomes d'entreprises ou d'ergonomes de conception[réf. nécessaire]. 
L'ergonomie ne se développe véritablement qu'à partir de la seconde moitié du XXe siècle :
La première revue d'ergonomie, Le Travail humain, est créée en 1933 par Henri Laugier et Jean-Maurice Lahy.

Le concept fait sa réapparition, notamment :
- en France avec la création en 1947, au CNRS, du premier laboratoire de physiologie du travail, et en 1948 de l'INETOP (Institur national pour l'étude du travail et de l'orientation professionnelle
- en 1949, lors de la première réunion de l'Ergonomics Research Society, avec l'intervention refondatrice de l'ingénieur et psychologue gallois Keith Frank Hywel Murell (1908-1984).Cette société est à l'origine de la création de l'International Ergonomics Association (IEA) qui tient son premier congrès à Oxford en 1961.
- Les Américains empruntent le terme dès 1957 en créant l'Human Factor and Ergonomic Society, alors que les Allemands traduisent littéralement l'expression en créant la Geselschaft für Arbeitwissenschaft. Après le congrès de 1961, le terme ergonomie s'impose dans les dénominations des associations nationales en Italie (Societa Italia di Ergonomia en 1961) ou en France et dans les pays francophones (Société ergonomique de langue française en 1963).

En France, la discipline se structure dans les années 1960 pour donner naissance au niveau français à la SELF (1963), même si le CNAM héberge dès 1913, un laboratoire de recherche sur le Travail Musculaire professionnel, puis Laboratoire de Psychologie du travail dans les années 1930. L'INRS voit le jour sur ces bases en 1970.
En 1994, la SELF créée ARTEE pour participer à la démarche professionnelle de certification européenne au sein du CREE.
La SELF est adhérente de FEES (fédération européenne) depuis 2008.
Côté formation, le CNAM (Paris mais aussi en région) sera jusque dans les années 1990 le principal vecteur de professionnalisation des ergonomes. Il est encore aujourd'hui un lieu très important de formation et de recherche pour les ergonomes français.
Les principales formations et DESS d'ergonomie voient le jour dans les années 1980 - 1990. Parmi les précurseurs : MST Orsay (1977), Paris 5 (1978), Bordeaux, Lyon 2 (1993) ; Paris 1, Paris 8… Aujourd'hui, on compte une petite quinzaine de formation reconnues par la profession (voir la page formation sur le site SELF).
Le CICF-SNCE (syndicat des cabinets conseil en ergonomie) voit le jour en 1998 après un essai avorté de syndicat généraliste (SPE). En novembre 2012, la Chambre des Ingénieurs et du Conseil de France (CICF) devient CINOV, et le CICF-SNCE devient CINOV Ergonomie. Il regroupe aujourd'hui les cabinets conseil en ergonomie employeurs d'ergonomes.
En 2004, le CE2 (collège des enseignants chercheurs en ergonomie) voit le jour. Il fédère les enseignants chercheurs en ergonomie.

### Développement des "Human Factors"
Chapanis, Norman, etc.
Influence des Human Factors sur l'ergonomie francophone.

### Emergence de l'ergonomie du produit
Diffusion progressive de l'ergonomie dans les grandes entreprises.
Généralisation d'internet et du multimédia → Développement de l'ergonomie des Interactions homme-machine (IHM)

## Diffusion de l'ergonomie en Europe et dans le Monde
Le développement de l'ergonomie a été assez équivalent dans les autres pays européens, et a donné naissance à toutes les grandes sociétés d'ergonomie européenne, puis à l'IEA au niveau mondial (fondation en avril 1959, premier congrès 1961) .
En 1994, sous l'impulsion des sociétés européennes et avec la reconnaissance de l'IEA, la certification européenne des ergonomes vit le jour avec le CREE.
En 2004, la FEES (Fédération des Sociétés européennes d'Ergonomie) est fondée. La France y adhère en 2008.
Le début du XXIe siècle, avec l'émergence des pays "low cost" et la délocalisation des activités industrielles sur lesquelles s'est en partie construite l'ergonomie (la chimie, la sidérurgie, par exemple) ont conduit les ergonomes à s'intéresser de plus près aux autres composantes de la vie économique : c'est en effet l'explosion des techniques de l'informatique à distance, l'internet, les ERP dans les entreprises (systèmes d'information intégrant théoriquement tous les besoins de l'entreprise, la gestion de la production, des stocks, des affaires,  de la formation, le pointage des temps, la comptabilité …). Ces logiciels, très importants pour l'alignement des entreprises sur les conditions concurrentielles actuelles, modifient profondément l'organisation du travail, au-delà même de ce qu'avaient accompli les politiques de qualité (ISO 9000, TQM…). Les ergonomes participent aux spécifications de ces ERP en apportant leur connaissance du travail réel, pour rendre le changement plus facile, et plus adapté aux situations de  travail que rencontrent concrètement les opérationnels.
Des efforts sont actuellement entrepris pour réguler la profession sur une base volontaire autour d'un titre d'« Ergonome européen » protégé par une marque déposée. Ce processus est compliqué par la diversité des pratiques et des connaissances des ergonomes suivant les pays et les champs d'application, ainsi que par le peu d'ancienneté de la profession, qui fait que les demandeurs eux-mêmes, lorsqu'ils savent avoir des questions d'ergonomie à résoudre, ont quelquefois du mal à faire le tri entre les offres de service existant sur le marché.